# Малишенко Тарас Сергійович
Тара́с Сергі́йович Малише́нко (нар. 20 травня 1984, м. Першотравенськ, Дніпропетровська область — пом. 14 червня 2014, м. Луганськ, Україна) — український військовослужбовець, десантник, солдат Збройних сил України.

## Життєпис
Тарас Малишенко народився в місті Першотравенськ Дніпропетровської області. 2001 року закінчив загальноосвітню школу № 1 міста Першотравенська, а 2002 року — професійно-технічне училище № 40, де здобув професію «Машиніст електровоза підземний».
Працював машиністом гірничо-виймальних машин дільниці підготовчих робіт № 2 ДТЕК ШУ «Першотравенське», на шахті «Ювілейна». Займався важкою атлетикою. Захоплювався технікою, ремонтом машин.
У зв'язку з російською збройною агресією проти України 25 березня 2014 року мобілізований на захист Батьківщини, брав участь у бойових діях на Сході України.
Солдат, стрілець-зенітник 25-ї Дніпропетровської повітряно-десантної бригади Високомобільних десантних військ ЗС України, в/ч А1126, селище [[Зарічне (Самарський район)|Зарічне (до 2024 року — Гвардійське), Дніпропетровська область.

## Обставини загибелі
13 червня 2014 року десантники готувались до відправлення в зону проведення АТО. У ніч на 14 червня трьома військово-транспортними літаками Іл-76 МД з інтервалом у 10 хвилин вони вилетіли в Луганський аеропорт на ротацію особового складу. На борту також була військова техніка, спорядження та продовольство.
14 червня, о 0:40, перший літак (бортовий № 76683), під командуванням полковника Дмитра Мимрикова приземлився в аеропорту.
Другий Іл-76 МД (бортовий № 76777), під керівництвом командира літака підполковника Олександра Бєлого, на борту якого перебували 9 членів екіпажу 25-ї мелітопольської бригади транспортної авіації та 40 військовослужбовців 25-ї Дніпропетровської окремої повітряно-десантної бригади, о 0:51, під час заходу на посадку (аеродром міста Луганськ), на висоті 700 метрів, був підбитий російськими терористами з переносного зенітно-ракетного комплексу «Ігла». В результаті терористичного акту літак вибухнув у повітрі і врізався у землю поблизу території аеропорту. 49 військовослужбовців, — весь екіпаж літака та особовий склад десанту, — загинули. Третій літак за наказом повернувся в Мелітополь.
|                                                  | Там все було дуже грамотно по-військовому сплановано. Там без Росії не обійшлось. Вогонь вівся з усіх сторін. Це було не на рівні ненавчених бойовиків. Обстріл літака вівся дуже грамотно. Спочатку підсвічували трасером, а потім били. Із ПЗРК неможливо було збити літак, навіть якби боєприпас потрапив у двигун, то літак все рівно не загинув би. Стріляли з «Шилки». |
| — Командир 25-ї БрТрА полковник Дмитро Мимриков. | |

Через майже понад 40 діб десантників було поховано: українські військові збирали рештки тіл загиблих, влада домовлялася з терористами про коридор для евакуації, в Дніпрі проводились експертизи ДНК для ідентифікації.
Похований на міському кладовищі Шахтарського.
Вдома залишились батьки, вагітна дружина та 4-річний син, через три місяці народилась друга дитина.

## Нагороди та відзнаки
- Орден «За мужність» III ст. (20.06.2014, посмертно) — за особисту мужність і героїзм, виявлені у захисті державного суверенітету та територіальної цілісності України, вірність військовій присязі та незламність духу[5].
- Нагрудний знак «За оборону Луганського аеропорту» (посмертно).

## Вшанування пам'яті
- 13 червня 2015 року в Дніпрі на Алеї Героїв до роковин загибелі військових у збитому терористами літаку Іл-76 встановили пам'ятні плити з іменами загиблих воїнів[6].
- 18 червня 2016 року на території військової частини А1126 в селищі [[Зарічне (Самарський район)|Зарічне (до 2024 року — Гвардійське)]] урочисто відкрито пам'ятник воїнам-десантникам 25-ї повітряно-десантної бригади, які героїчно загинули під час бойових дій в зоні проведення АТО. На гранітних плитах викарбувані 136 прізвищ, серед них і 40 десантників, які загинули у збитому літаку в Луганську[7].
- 23 серпня 2016 року на фасаді ЗОШ № 1 в місті Шахтарському було встановлено меморіальну дошку загиблому учаснику АТО Тарасу Малишенку[8].